# George Ayittey
George Billy Nii Ayittey, né le 13 octobre 1945 et mort le 28 janvier 2022, est un économiste ghanéen, auteur et président de la Free Africa Foundation à Washington DC. 
Il a défendu l'argument que « l'Afrique est pauvre parce qu'elle n'est pas libre », que la principale cause de la pauvreté en Afrique n'est pas l'oppression et la mauvaise gestion des deux anciennes puissances coloniales, mais plutôt celles résultante de la gestion des dictateurs autochtones. Au-delà de la critique, il plaide pour la mise en place de moyens spécifiques afin d’effacer les abus du passé et du présent : il milite spécifiquement pour un gouvernement démocratique, des annulations de la dette, la modernisation des infrastructures, le libéralisme économique, et le libre-échange afin de favoriser le développement.
Ayittey est titulaire d’un baccalauréat en sciences de l’université du Ghana, d’une maîtrise de l'université de Western Ontario (London, Canada), et d’un doctorat de l’université du Manitoba, Winnipeg, Canada. Il vit à Lorton, en Virginie.
En mai 2008, le magazine américain Foreign Policy l'a classé parmi les 100 premiers intellectuels du monde.
George B. N. Ayittey s'est éteint le 28 janvier 2022 en Virginie. Ses funérailles ont eu lieu le 8 avril 2022.

## Ouvrages
- Indigenous African Institutions"", septembre 1991
- Africa Unchained: The Blueprint for Africa's Future, janvier 2005
- Africa in Chaos, décembre 1997
- Africa Betrayed, 1993

## Source
- (en) Cet article est partiellement ou en totalité issu de l’article de Wikipédia en anglais intitulé « George Ayittey » (voir la liste des auteurs).